# Knihovna Amíra Chosraua Balchiho
Knihovna Amíra Chosraua Balchiho (persky: کتابخانهٔ امیرخسرو بلخی) je knihovna v Afghánistánu. V 90. letech 20. století uchovávala asi 20 000 knih, časopisů, novin a vzácných knih. Materiály byly zaměřeny na historii, literaturu, zeměpis a náboženství.